# تک سینگ
تک سینگ (به انگلیسی: Tek Sing) یک کشتی بود که طول آن 50.0m و ارتفاع آن 27.43m بود.